# Alfonso Reyes (basket-ball)
Pour les articles homonymes, voir Alfonso Reyes.
Alfonso Reyes Cabanas, né le 19 septembre 1971 à Madrid, en Espagne, est un ancien joueur espagnol de basket-ball, évoluant au poste de pivot. Il est le frère du basketteur Felipe Reyes.

## Carrière

### Palmarès
- Finaliste du championnat d'Europe 1999 et 2003
- Médaille de bronze au championnat d'Europe 2001
- Vainqueur de la coupe du Roi 1992 et 2000 (Estudiantes Madrid)